# HD 76151
HD 76151 (Глизе 327) — звезда в южном созвездии Гидры. HD 76151 имеет видимую звёздную величину +6,00m, и, согласно шкале Бортля, видна невооружённым глазом на пригородном небе (англ. Suburban sky).
Из измерений параллакса, полученных во время миссии Gaia, известно, что звезда удалена примерно на 54,96 св. лет (16,86 пк) от Земли. Звезда наблюдается южнее 85° c. ш., то есть видна практически на всей территории обитаемой Земли, за исключением полярных областей Арктики. Лучшее время для наблюдения — февраль.
Средняя пространственная скорость HD 76151 имеет компоненты (U, V, W)=(-40.0, −20.3, −11.1), что означает U=−40,0 км/с (движется по направлению от галактического центра), V=−20,3 км/с (движется против направления галактического вращения) и W=−11,1 км/с (движется в направлении галактического южного полюса). HD 76151 движется весьма быстро относительно Солнца: её радиальная гелиоцентрическая скорость практически равна 28 км/с, что почти в 3 раз больше скорости местных звёзд Галактического диска, а также это значит, что звезда удаляется от Солнца. По небосводу звезда движется на северо-запад. Галактическая орбита HD 76151 находится на расстоянии от 22 200 св. лет до 27 500 св. лет от центра Галактики, эксцентриситет галактической орбиты — 0.11.

## Свойства звезды
HD 76151 — карлик спектрального класса G2V, что указывает на то, что водород в ядре звезды ещё служит ядерным «топливом», то есть звезда находится на главной последовательности. Данные о радиусе, светимости и т. д. были приведены в литературе до по результатам миссии Hipparcos, однако в 2016 году вышел второй набор данных миссии Gaia (англ. Data Release 2, DR2). Данные об этих измерениях приведены в таблице:
| Миссия | {\displaystyle R_{\bigodot }} | {\displaystyle L_{\bigodot }} | Teff (К)    | Метал. (Fe/H) | log g (СГС) |
| Hip    | —                             | —                             | 5675        | −0,04         | —           |
| Gaia   | 1,00+0,02 −0,01               | 0,985+0,002 −0,001            | 5737+39 −57 | 0.0           | 4.5         |

Как видно эти данные практически совпадают, за исключением металличности, чьё значение до 2016 года было померено, как −0.04, то есть 91,2 % от солнечного значения.
Звезда излучает энергию со своей внешней атмосферы при эффективной температуре около 5737 К, что придаёт ей характерный жёлтый цвет звезды спектрального класса G. Масса звезды весьма скромная и составляет 0,92 {\displaystyle M_{\bigodot }}, правда масса измерена не очень точно, в широких пределах от 0,88 {\displaystyle M_{\bigodot }} до 1,01 {\displaystyle M_{\bigodot }}. Светимость звезды сейчас оценивается 0,985 {\displaystyle L_{\bigodot }}.
В связи с небольшим расстоянием до звезды её радиус может быть измерен непосредственно, и такие попытки были сделана в 1967 году. Данные об этих измерениях приведены в таблице:
| Год  | m    | Спектр | D (mas) | Rабс ({\displaystyle R_{\bigodot }}) | Комм.  |
| 1969 | 6.00 | G3V    | —       | 0,88                                 | [ 12 ] |
| 1969 | 6.00 | G3V    | 0,55    | 0,69                                 | [ 13 ] |

В настоящее время, после измерений миссии Gaia радиус звезды оценивается в 1,00 {\displaystyle R_{\bigodot }}.
Таким образом, глядя, на все приведённые параметры, можно заключить, что звезда является практически полным аналогом Солнца.
Звезда имеет поверхностную гравитацию 4,5 СГС или 316 м/с2, то есть на 15 % больше, чем на Солнце (274,0 м/с2). Звезды, имеющие планеты, имеют тенденцию иметь большую металличность по сравнению Солнцем и HD 76151 имеет значение металличности почти такое же, как на Солнце. HD 76151 вращяется со скоростью в 1,5 раза выше солнечной и равной 3 км/с, что даёт период вращения звезды — 15 дней.
Возраст звезды HD 76151 — определён очень неконкретно, в очень широких пределах от 2,1 до 10,6 млрд. лет и равен 6,3 млрд. лет. Однако, с стороны, звезда является аналогом Солнца, но с другой стороны звезда вращается в 1,5 раза быстрее Солнца, а это значит, что её возраст должен быть меньше солнечного, правда при наличии той звёздной магнитной активности, о которой мы ничего не знаем.
HD 76151 демонстрирует переменность: во время наблюдений яркость звезды меняется на несколько сотых величин от 6,00 до 6,03, но без какой-либо периодичности, тип переменной тоже не установлен. Звезда имеет обозначение характерное для переменных звёзд NSV 18076.
Вокруг этой звезды был обнаружен избыток инфракрасного излучения, что, скорее всего, указывает на наличие околозвёздного диска с радиусом 7,9 а. е., то есть с радиусом находящимся на полпути между Юпитером (5,2 а. е.) и Сатурном (9,54 а. е.). Температура этой пыли составляет 99 К.

## Ближайшее окружение звезды
Следующие звёздные системы находятся на расстоянии в пределах 20 световых лет от звезды HD 76151 (включены только: самая близкая звезда, самые яркие (<6,5m) и примечательные звёзды). Их спектральные классы приведены на фоне цвета этих классов (эти цвета взяты из названий спектральных типов и не соответствуют наблюдаемым цветам звёзд):
| Звезда     | Спектральный класс | Расстояние, св. лет |
| Глизе 347  | M3.5 V             | 7.94                |
| Тау1 Гидры | F6 V               | 8.84                |
| LQ Гидры   | K0 V               | 11.84               |
| 9 Кормы    | F9 V               | 16.87               |
| Глизе 282  | K2e V              | 18.95               |

Рядом со звездой, на расстоянии 20 световых лет, есть ещё порядка 20 красных, оранжевых карликов и жёлтых карликов спектрального класса G, K и M, а также 1 белый карлик, которые в список не попали.